# Wohnanlage Stadion

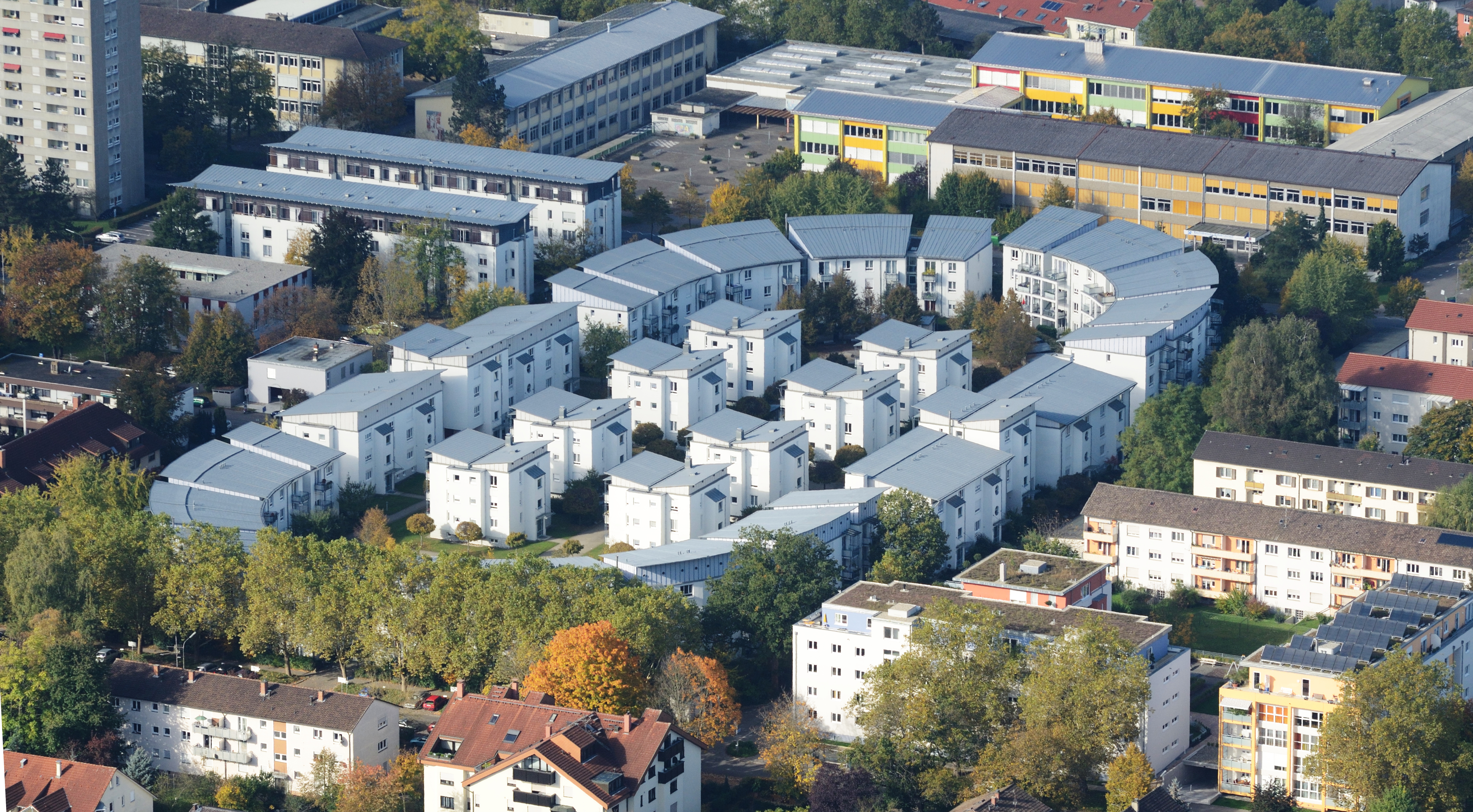
Wohnanlage Stadion von der Vogelperspektive

Die Wohnanlage Stadion ist eine aus  28 Häusern mit insgesamt 220 Einheiten bestehende Wohnsiedlung im südbadischen Lörrach. Der Name „Stadion“ weist auf die Anordnung der teilweise drei- und viergeschossigen Wohnhäuser in Form eines Stadions hin. Innerhalb Lörrachs liegt die Wohnanlage im Nordstadt-Quartier.

## Beschreibung

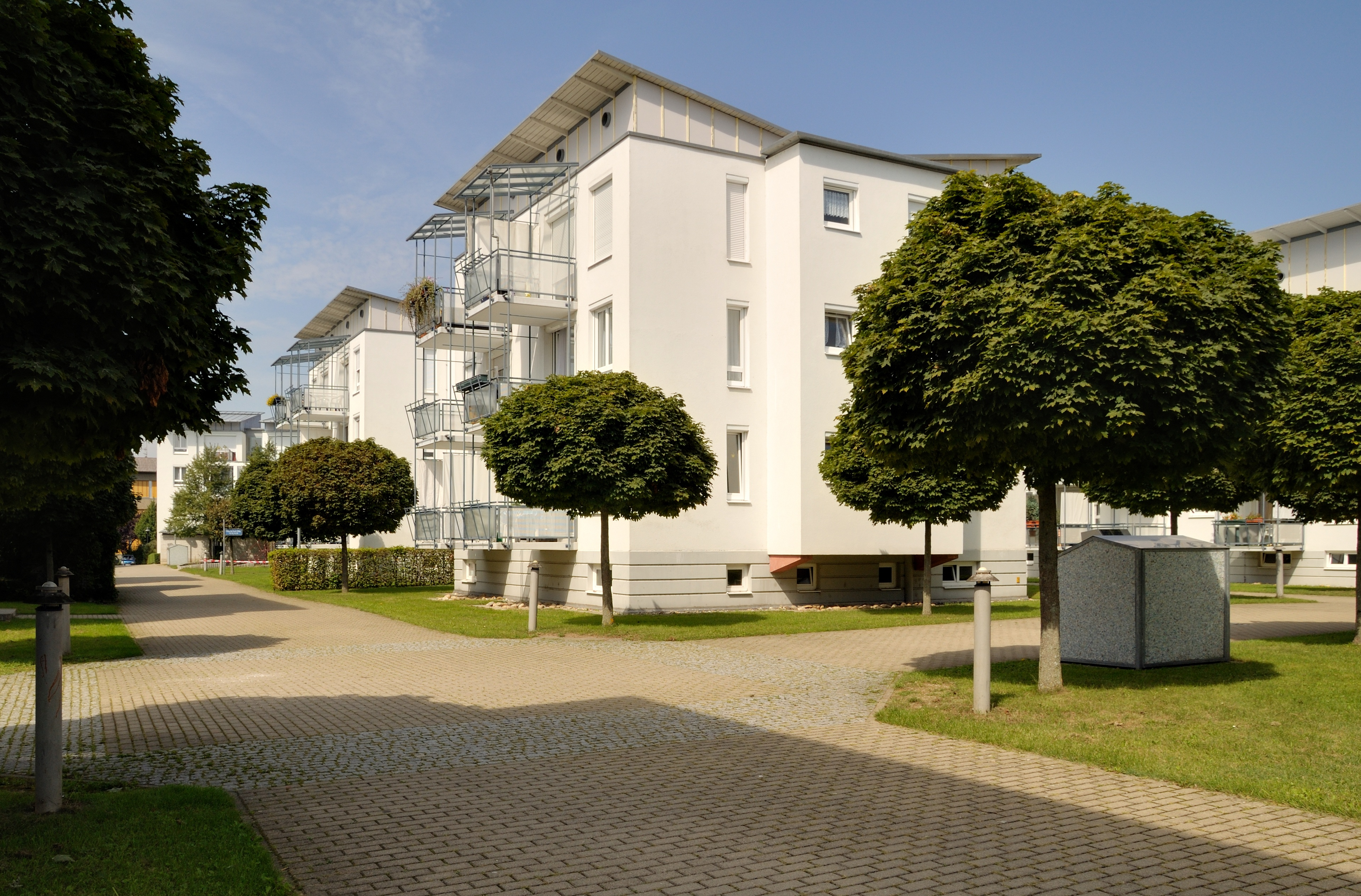
Kernbauten der Wohnanlage

Auf dem Gelände des ehemaligen Städtischen Stadions und ehemalige Heimspielstätte des FV Lörrachs wurden im Auftrag der Wohnbau Lörrach in den Jahren 1990 bis 1994 in vier Bauabschnitten die Wohnanlage Stadion errichtet. Die Anlage wurde von dem Lörracher Architekturbüro Wilhelm + Partner entworfen; Bauträger war die Städtische Wohnbaugesellschaft. 20 teilweise miteinander verbundene Häuser bilden ein Oval, in deren Inneren acht weitere, kleinere Bauten in zwei Reihen über ein rechtwinkliges Wegenetz erschlossen sind. Die Häuser sind teils mit Pultdächern, teils mit Schmetterlingsdächern bedeckt. Der begrünte Innenbereich bietet Erholungs- und Spielflächen. Die Wohnungen selbst besitzen einen sogenannten „Durchwohnbereich“ mit zwei Balkonen.
Zur Infrastruktur der Wohnanlage mit 220 Wohnungen gehören eine Tiefgarage mit ebenso vielen PKW-Stellplätzen. Die Baukosten für die Anlage wurde mit 57 Millionen DM veranschlagt. Insgesamt bietet die Wohnanlage eine Wohnfläche von 14.570 Quadratmeter, was einem Durchschnitt pro Einheit von 66 Quadratmetern entspricht. Der umbaute Raum der Anlage umfasst 72.880 Kubikmeter.
Die im Norden der Lörracher Kernstadt befindliche Siedlung ist in einer Umgebung mit Wohnzeilen von überwiegend Ein- und Zweifamilienhäusern eingebettet und wirkt in diesem städtebaulich eher ländlicheren Bereich wie ein Element der Urbanität. Die Anlage wird im Osten und Westen von der Wintersbruck- bzw. Haagener Straße begrenzt, nördlich, südlich und zentral führen drei nur für Fußgänger und Radfahrer nutzbare Wege in die Anlage.

## Preise
Die Anlage erhielt 1994 den Deutschen Bauherrenpreis mit dem Schwerpunkt „Hohe Qualität – tragbare Kosten“ und 1996 die Auszeichnung guter Bauten des BDA.
Die Jury des Bauherrenpreises würdigten bei dem Bauwerk die sinnvolle Gestaltung des Wohnumfeldes, die großzügig belichteten Treppenhäuser, die ausreichenden Nebengebäude für Fahrräder, Müllcontainer und Grünanlagen. Besonders die Mittelwohnungen seien variabel nutzbar. Dabei seien die Kosten trotz prägender Elemente im Äußeren günstig und das Kosten-/Nutzenverhältnis für die hohe Qualität beispielhaft.